# Raúl Gudiño
Raúl Gudiño est un footballeur international mexicain né le 22 avril 1996 à Guadalajara jouant au poste de gardien de but au Club Necaxa.

## Biographie

### En sélection
Avec la sélection mexicaine, il remporte le championnat de la CONCACAF des moins de 17 ans en 2013 puis le championnat de la CONCACAF des moins de 20 ans en 2015.
Il participe à la Coupe du monde des moins de 17 ans 2013 organisée aux Émirats arabes unis puis à la Coupe du monde des moins de 20 ans 2015 qui se déroule en Nouvelle-Zélande. Lors du mondial des moins de 17 ans, il joue sept matchs et atteint la finale, en étant battu par le Nigeria. En revanche lors du mondial des moins de 20 ans, il ne joue qu'un seul match.

## Palmarès

### En club
FC Porto B
- Champion de la LigaPro en 2015-2016

 APOEL Nicosie
- Champion de Chypre en 2017-2018

### En sélection
- Finaliste de la Coupe du monde des moins de 17 ans 2013 avec l'équipe du Mexique
- Vainqueur du championnat de la CONCACAF des moins de 17 ans en 2013 avec l'équipe du Mexique
- Vainqueur du championnat de la CONCACAF des moins de 20 ans en 2015 avec l'équipe du Mexique